# Estienne Roger
Estienne Roger (Caen, 1665 of 1666 – Amsterdam, 7 juli 1722) was een Frans-Nederlandse muziekdrukker en uitgever.

## Leven en werk
Roger stamt uit een Franse hugenotenfamilie. Na de herroeping van het Edict van Nantes in 1685 vluchtte het gezin naar Amsterdam, waar Roger het drukkersvak leerde. In 1691 trouwde hij met Marie-Suzanne de Magneville (geboren rond 1670 en overleden in 1712). Tot 1696 werkte hij in het bedrijf van de man aan wie hij zijn opleiding had te danken, Jean-Louis de Lorme; daarna werd hij zelfstandig drukker.
Het merendeel van zijn uitgaven zijn geschiedenisboeken, grammaticale werken, lexica maar vooral muziekuitgaven. Tussen 1696 en 1722 gaf hij meer dan 500 partituren uit, die hij van een nummering voorzag. Hij stelde tussen 1698 en 1716 ook catalogi samen die alom verspreid en herdrukt werden in kranten. Roger drukte werken van Albicastro, Albinoni, Bassani, Bonporti, Bustijn, Caldara, Corelli, Georg Friedrich Händel, Lebègue, Lully, Marais, Mossi, Pepusch, Riehman, Scarlatti, Johan Schenck,Snep, Somis, Torelli, Valentini, Veracini, Vivaldi, Visconti en Zani. Een deel daarvan was voorheen al door andere uitgevers uitgebracht (bijvoorbeeld door Sala in Venetië of bij Ballard in Parijs) en werd door Roger slechts herdrukt. Dit was, gelet op de toen gebrekkige bescherming van het auteursrecht, een gangbare praktijk. Maar Roger zelf moest niet geautoriseerde nadrukken van zijn uitgaven voor lief nemen, bijvoorbeeld die van Pierre Mortier in Amsterdam of van John Walsh in Londen, met wie Roger overigens ook een pionier was in het gebruik van koperplaten bij de druk van partituren, een kostenbesparende en kwaliteitsverhogende verbetering.
Mortier bracht van 1708 tot zijn dood in 1711 tal van nadrukken van werken uit Rogers fonds goedkoper uit.
Rogers zorgvuldige, smaakvol vormgegeven uitgaven werden in geheel Europa hoog geschat. Componisten zoals Vivaldi of Albinoni, die hun werken eerst in hun land van herkomst hadden laten uitgeven en dan de superieure kwaliteit van Rogers nadrukken had leren kennen, boden hun nieuwe bundels vanaf omstreeks 1710 bij Roger in druk aan. Zo stuurde Vivaldi, die voorheen al twee werken in Italië in druk had laten gaan, in 1711 zijn L'estro armonico rechtstreeks naar Roger, met toevoeging van enkele geringschattende opmerkingen over de Italiaanse drukkers in het voorwoord. Na L'estro armonico was Vivaldi’s La stravaganza in 1714 aan de beurt, de duo- en triosonates opus 5 in 1716, de twee verzamelingen Concerti a 5 stromenti opus 6/7 in 1716-17, Il cimento dell' armonia e dell'inventione met het concerto De vier seizoenen opus 8 in 1725, en La cetra opus 9 (opgedragen aan keizer Karel VI) in 1727. De eerste volledige reeks fluitconcerto's verscheen in 1728 als opus 10 en de concerto’s voor strijkers, opus 11/12, volgden in 1729. Andere componisten zouden gauw Vivaldi’s voorbeeld volgen. Op 21 april 1712 sluit Roger bijvoorbeeld een spraakmakend contract met Arcangelo Corelli voor de uitgave van diens Concerti grossi opus 6. Albinoni liet zijn hoboconcerto’s opus 7 in 1715 bij Roger in druk gaan.
Door zakelijke vertegenwoordiging in Rotterdam, Brussel, Luik, Parijs, Keulen, Leipzig, Halle, Berlijn, Hamburg en Londen kenden zijn producten een internationale verspreiding. Niet alleen werd Europa hierdoor met een ruim aanbod aan uitgaven bedacht, maar de Italiaanse muziek werd tevens over geheel Noord-Europa verspreid, hetgeen de Italiaanse componisten er terzelfder tijd toe bracht te componeren met het oog op een ruimer publiek.

## Opvolging
In 1716 trouwde Rogers dochter, Françoise (1694-1723) met de drukker Michel-Charles Le Cène, die in de laatste jaren aan Rogers uitgaven van niet-muzikale aard had meegewerkt voor hij in 1720 zijn eigen drukkerij opstartte. Ook in 1716 maakte Roger zijn tweede dochter, Jeanne (1701-1722), testamentair erfgenaam; in de overblijvende zes jaren, tot zijn dood, verschenen zijn uitgaven onder haar naam. Jeanne Roger overleefde haar vader maar vijf maanden. Omdat zij zich tijdens de ernstige ziekte die haar dood bespoedigde, door haar zus Françoise niet voldoende gesteund voelde, liet ze het bedrijf niet aan haar noch aan haar zwager Michel-Charles Le Cène na, maar aan haar medewerker Gerrit Drinkman. Toen die eveneens na een aantal maanden stierf, kon Le Cène het bedrijf overnemen. Tot 1743 zette hij de muziekuitgaven van zijn schoonvader voort met 100 nieuwe publicaties en talrijke nadrukken van oudere uitgaven, waaronder van componisten als Geminiani, Locatelli, Händel, Quantz, Telemann, Tartini en anderen. Deze werden uitgebracht onder de naam Roger & Le Cène. In 1743 overleed Le Cène en G.J. de la Coste nam de zaak van hem over.